# Leptostylus diffusus
Leptostylus diffusus là một loài bọ cánh cứng trong họ Cerambycidae.